# 11-та танкова дивізія (Третій Рейх)
11-та танкова дивізія (Третій Рейх) (нім. 11. Panzer-Division) — танкова дивізія Вермахту в роки Другої світової війни.

## Історія
11-та танкова дивізія була сформована 1 серпня 1940 на базі 11-ї мотопіхотної бригади Вермахту в Герліці у VIII-му військовому окрузі (нім. Wehrkreis VIII).

## Райони бойових дій та дислокації дивізії
- Німеччина (серпень 1940 — квітень 1941);
- Балкани (квітень — червень 1941);
- СРСР (південний напрямок) (червень — жовтень 1941);
- СРСР (центральний напрямок) (жовтень 1941 — червень 1942);
- СРСР (південний напрямок) (червень 1942 — червень 1944);
- Франція (червень — серпень 1944);
- Ельзас (серпень — грудень 1944);
- Арденни (грудень 1944 — січень 1945);
- Німеччина (січень — травень 1945).

## Командування

### Командири
- генерал-лейтенант Людвіг Крювель (нім. Ludwig Crüwell) (1 серпня 1940 — 15 серпня 1941);
- оберст Гюнтер Ангерн (нім. Günther Angern) (15 — 24 серпня 1941, ТВО);
- генерал-майор барон Ганс-Карл фон Есебек (нім. Hans-Karl Freiherr von Esebeck) (24 серпня — 20 жовтня 1941);
- генерал-майор Вальтер Шеллер (нім. Walter Scheller) (20 жовтня 1941 — 16 травня 1942);
- оберст, з 15 липня 1942 генерал-майор, з 21 січня 1943 — генерал-лейтенант Герман Бальк (нім. Hermann Balck) (16 травня 1942 — 4 березня 1943);
- генерал-лейтенант Дітріх фон Хольтіц (нім. Dietrich von Choltitz) (5 березня — 15 травня 1943);
- генерал-майор Йоганн Мікль (нім. Johann Mickl) (15 травня — 11 серпня 1943, ТВО);
- оберст, з 1 листопада 1943 генерал-майор Венд фон Вітерсхайм (нім. Wend von Wietersheim) (12 серпня 1943 — 24 лютого 1944);
- оберст Фрідріх-Ердманн фон Гаке (нім. Friedrich-Erdmann von Hake) (25 лютого — 30 квітня 1944, ТВО);
- генерал-лейтенант Венд фон Вітерсгайм (1 травня 1944 — 14 квітня 1945);
- генерал-майор барон Горст Тройш фон Буттлар-Бранденфельс (нім. Horst Freiherr Treusch von Buttlar-Brandenfels) (15 квітня — 3 травня 1945);
- генерал-лейтенант Венд фон Вітерсгайм (3 — 8 травня 1945).

## Нагороджені дивізії
Нагороджені дивізії
|  | Кавалери Нагрудного знаку ближнього бою в золоті                                                         | 28 |
|  | Кавалери Золотого Німецького Хреста                                                                      | 140 |
|  | Кавалери Срібного Німецького Хреста                                                                      | 6 |
|  | Кавалери Лицарського хреста Залізного хреста з Дубовим листям та Мечами                                  | 3 (№ 25 генерал-лейтенант Герман Бальк — 04.03.1943 № 58 генерал-майор Венд фон Вітерсхайм — 26.03.1944 № 156 оберст-лейтенант Карл Альфред Тим — 09.05.1945)                                |
|  | Кавалери Лицарського хреста Залізного хреста з Дубовим листям                                            | 4 (№ 34 генерал-лейтенант Людвіг Крювель — 01.09.1941 № 155 генерал-майор Герман Бальк — 20.12.1942 № 396 оберст Майнрад фон Лаухерт — 12.02.1944 № 627 майор Карл Альфред Тим — 23.10.1944) |
|  | Кавалери Лицарського хреста Залізного хреста                                                             | 52, у тому числі 1 непідтверджене |
|  | Кавалери Лицарського хреста Залізного хреста, удостоєних Хреста Воєнних Заслуг                           | 1 |
|  | Кавалери Почесної Відзнаки Сухопутних військ «Почесна пряжка на орденську стрічку для Сухопутних військ» | 20 |

- Нагороджені Сертифікатом Пошани Головнокомандувача Сухопутних військ (8)
- Нагороджені Сертифікатом Пошани Головнокомандувача Сухопутних військ за збитий літак противника (3)

## Бойовий склад 11-ї танкової дивізії
- штаб дивізії:
  - моторизований картографічний відділ;
  - 61-ша рота фельджандармерії (Feldgendarmerie-Kompanie 61);
- 11-та мотопіхотна бригада:
  - 110-й мотопіхотний полк;
  - 111-й мотопіхотний полк;
  - 61-й мотоциклетний батальйон;
- 15-й танковий полк;
- 119-й моторизований артилерійський полк;
- 61-й полк самохідної артилерії
- 231-й танковий розвідувальний батальйон;
- 209-й інженерно-саперний батальйон;
- 214-й танковий батальйон зв'язку;
- 61-й інтендантський загін;
- 61-й навчальний батальйон.

- штаб дивізії:
  - моторизований картографічний відділ;
  - 61-ша рота фельджандармерії;
- 15-й танковий полк;
- 110-й мотопіхотний полк;
- 111-й мотопіхотний полк;
- 119-й моторизований артилерійський полк;
- 61-й мотоциклетний батальйон;
- 61-й винищувально-протитанковий дивізіон;
- 231-й розвідувальний батальйон;
- 209-й саперний батальйон;
- 341-й танковий батальйон зв'язку;
- 61-й інтендантський загін;
- 61-й навчальний батальйон.

- штаб дивізії:
  - моторизований картографічний відділ;
  - 61-ша рота фельджандармерії;
- 15-й танковий полк;
- 110-й панцергренадерський полк;
- 111-й панцергренадерський полк;
- 231-й моторизований артилерійський полк;
- 61-й батальйон самохідної артилерії;
- 11-й розвідувальний батальйон;
- 209-й інженерно-саперний батальйон;
- 277-й зенітний дивізіон;
- 89-й мотоциклетний батальйон;
- 61-й танковий батальйон зв'язку;
- 89-й інтендантський загін;
- 119-й навчальний батальйон.

- штаб дивізії:
  - моторизований картографічний відділ;
  - 61-ша рота фельджандармерії;
- 15-й танковий полк;
- 110-й панцергренадерський полк;
- 111-й панцергренадерський полк;
- 119-й моторизований артилерійський полк;
- 61-й винищувально-протитанковий дивізіон;
- 11-й розвідувальний батальйон;
- 209-й інженерно-саперний батальйон;
- 277-й зенітний дивізіон;
- 61-й танковий батальйон зв'язку;
- 89-й інтендантський загін;
- 119-й навчальний батальйон.

- штаб дивізії:
  - моторизований картографічний відділ;
  - 61-ша рота фельджандармерії;
- 15-й танковий полк;
- 110-й панцергренадерський полк;
- 111-й панцергренадерський полк;
- 119-й моторизований артилерійський полк;
- 61-й винищувально-протитанковий дивізіон;
- 11-й розвідувальний батальйон;
- 209-й інженерно-саперний батальйон;
- 277-й зенітний дивізіон;
- 89-й танковий батальйон зв'язку;
- 61-й інтендантський загін.